# Sajāḥ
Sajāḥ bint al-Ḥārith b. Suwayd b. ʿUqfān (in arabo ﺳﺠﺎﺡ ﺑﻨﺖ ﺍﻟﺤﺎﺭﺙ ﺑﻦ ﺳﻮﻴﺪ ﺑﻦ ﻋﻘﻔﺎﻥ‎?) fu un'indovina yemenita. È considerata profetessa dalla sua tribù dei Banu Tamim, che agì nell'età islamica della cosiddetta Ridda, scoppiata dopo la morte di Maometto, durante il califfato di Abū Bakr, primo successore politico del profeta dell'Islam. 
Cristiana come la maggior parte dei componenti della tribù materna, quella dei B. Taghlib, Sajāḥ interpretò di fatto l'ansia d'indipendenza della sua gente nei confronti dell'avanzante supremazia musulmana di Medina e dei suoi alleati in tutta l'Arabia.
Si sa poco di lei, e quello che sappiamo è reso poco attendibile dal fatto che le uniche fonti in nostro possesso sono state redatte dai suoi nemici. Tra le notizie di fonte islamica sappiamo che Sajāḥ parlava in una prosa rimata simile al sajʿ e a quella del Corano, che aveva dei collaboratori da ella delegati all'occorrenza, tra cui una persona addetta a radunare i suoi fedeli - chiamato muʾadhdhin, per l'evidente somiglianza con l'incaricato musulmano di ricordare i "momenti di elezione della preghiera" (awqāt) - e che il luogo in cui Sajāḥ predicava era uno scranno sopraelevato, chiamato minbar, termine anch'esso suggerito ai cronisti arabo-musulmani dal pulpito islamico.

Sappiamo infine che la divinità cui ella si riferiva era indicata con l'espressione Rabb al-saḥāb (Signore delle nuvole).
Ṭabarī parla di un'alleanza tra Sajāḥ e Musaylima in funzione anti-medinese e, in termini particolarmente crudi, di un matrimonio contratto tra i due (che ha tutte le caratteristiche del "matrimonio a tempo", o mutʿa, in vigore in epoca preislamica e sopravvissuto nell'ambito della cultura sciita), vòlto a cementare la loro unione politica, militare e forse anche religiosa, visto che lo storico persiano parla della decisione di dar vita a un unico culto.
La successiva sconfitta e morte di Musaylima per mano di Khālid b. al-Walīd comportò anche la fine dell'esperienza di Sajāḥ e nulla si sa del resto della sua vita, che Virginia Vacca suppone sia trascorsa oscuramente all'interno della sua tribù, anche se Ibn al-Kalbī afferma che la donna si sarebbe convertita all'Islam al momento in cui la sua famiglia avrebbe deciso di emigrare a Basra, dove sarebbe morta e sarebbe stata sepolta con la ritualità prevista dalla cultura islamica.